# Proceratium google
Proceratium google – gatunek mrówek z podrodziny Proceratiinae.
Został odkryty w 2005 roku na północno-wschodniej części Madagaskaru przez Briana L. Fishera z California Academy of Sciences. Fisher nazwał go na cześć mechanizmu wyszukiwarki Google, zafascynowany projektem Google Earth